# 羊角蕨
羊角蕨（學名：Horneophyton），又名何氏裸蕨、鹿角蕨、角蕨，是一屬已滅絕的原始陸生有胚植物，生存於古生代泥盆紀早期。它們可能是角苔門和萊尼蕨門之間在演化上失落的環節。它們生長在潮濕地區富含有機質的砂質土壤中，通常為單獨生長。

## 特徵
孢子體階段的羊角蕨高約20釐米，莖的直徑約2毫米，沒有真正的維管組織，表皮有氣孔但很少見。

## 外部連結
- Horneophyton （页面存档备份，存于） at the University of Aberdeen. Includes images. (The apparent size of the corms in the reconstruction is inconsistent with the cross-sections shown earlier. See Weiss, H.-J., , （原始内容存档于2011-03-18）.)
- Cladogram Archive.today的存檔，存档日期2012-12-04 from Crane, Herendeen & Friis 2004